# 中国民用航空局
- 關於1952－1987年以“政企合一”模式经营民用航空事业之运营历史，請見「中国民航 (运营时期)」。
- 關於与“中国民航局”相近的其他义项，請見「中國民航局 (消歧义)」。

中国民用航空局，规范化简称中国民航局，亦可简称民航局，是中华人民共和国国务院主管民用航空事業的国务院部委管理的国家局，现由交通运输部管理。
在1987年以前，中国民航局曾以“中国民航”名义承担中华人民共和国国际航线、国内干线、工业航空运输的经营职能；2008年3月，原中国民用航空总局由国务院直属机构降格为国务院部委管理的国家局，同时更名为中国民用航空局。

## 沿革

### 建国初期
1949年11月2日，中共中央决定在中央人民政府人民革命军事委员会下设民用航空局（受空军司令部领导）；12月，军委民航局成立，在天津、上海、武汉、重庆、广州设办事处。1950年3月10日，广州办事处印章正式启用，主要负责广东、广西、湖南三省（区）的民航管理及业务工作。1951年1月29日，民航武汉办事处与民航广州办事处合并为华中南民航办事处，不久改为中南民航办事处。设在广州，管辖范围为广东、广西、湖南、湖北四省（区）的民航业务。1951年10月27日，经政务院批准，调整军委民航局的组织机构，将各地区民航办事处改为地区管理分局。
中央军委、政务院于1952年5月7日作出了《关于整编民用航空的决定》，军委民航局改为军队建制，直辖于空军司令部，同时将民用航空的行政管理和企业经营机构分开，改设民用航空局和民用航空公司。根据这个决定，民航局于1951年7月至11月进行整编。整编后，军委民航局下设华东（上海）、中南（广州）、西南（重庆）、华北（天津）4个民航管理处，实施政府管理职能。华南民航管理分局改为中南民航管理处，管辖范围不变。1951年7月17日成立中国人民航空公司，经营航空运输和专业航空业务，在广州设立了广州民航站和中国人民航空公司广州营业处。由于民航初建，业务量不大，设两套机构，配两套干部，冗员过多，而且存在领导关系及工作上的矛盾，不能很好地保证飞行安全。在不到一年时间内，发生几起重大事故。

### 军民合一时期
1953年6月，学习苏联民航“政企合一”的模式，中国人民航空公司并入军委民航局。1955年1月1日，中苏民航并入中国民航北京管理处:275。
1954年11月，“中央人民政府革命军事委员会民用航空局”更名为“中国民用航空局”（以下简称“民航局”），改为国务院直属局，受国务院与空军双重领导，空军主管技术、飞行、机务、通讯、人事管理和政治工作。　　
1958年2月27日，民航局改为交通部部属局，并于6月17日批准交通部党组“关于体制下放意见的报告”，民航实行中央、地方双重领导，即：国际航线、国内干线和工业航空，集中性大，实行以中央为主的双重领导；地方航线和农业航空下放地方，实行以地方为主的双重领导。据此，全国大部分地区相继在原有航空站的基础上组建了省、自治区民航管理处。位于	北京、上海、广州、成都、乌鲁木齐的5个管理处则于12月13日改为管理局，授予区域管理局的职权。
1960年11月17日，中国民用航空局改称“交通部民用航空总局”。1962年4月，第二届全国人民代表大会常务委员会第53次会议决定，民航局改称“中国民用航空总局”，为国务院直属局，由空军代管，各省的民航局（处）均由民航局垂直领导。 1964年，民航总局机关迁入位于猪市大街（1965年改称东四西大街）的新办公楼。
1969年11月20日，民航划转为中国空军的一部分，执行军队制度；各省民航局以民航系统领导为主，同时接受大军区空军的领导；民航系统实行义务工役制，着工作服和制服，不着军装。

### 政企合一时期

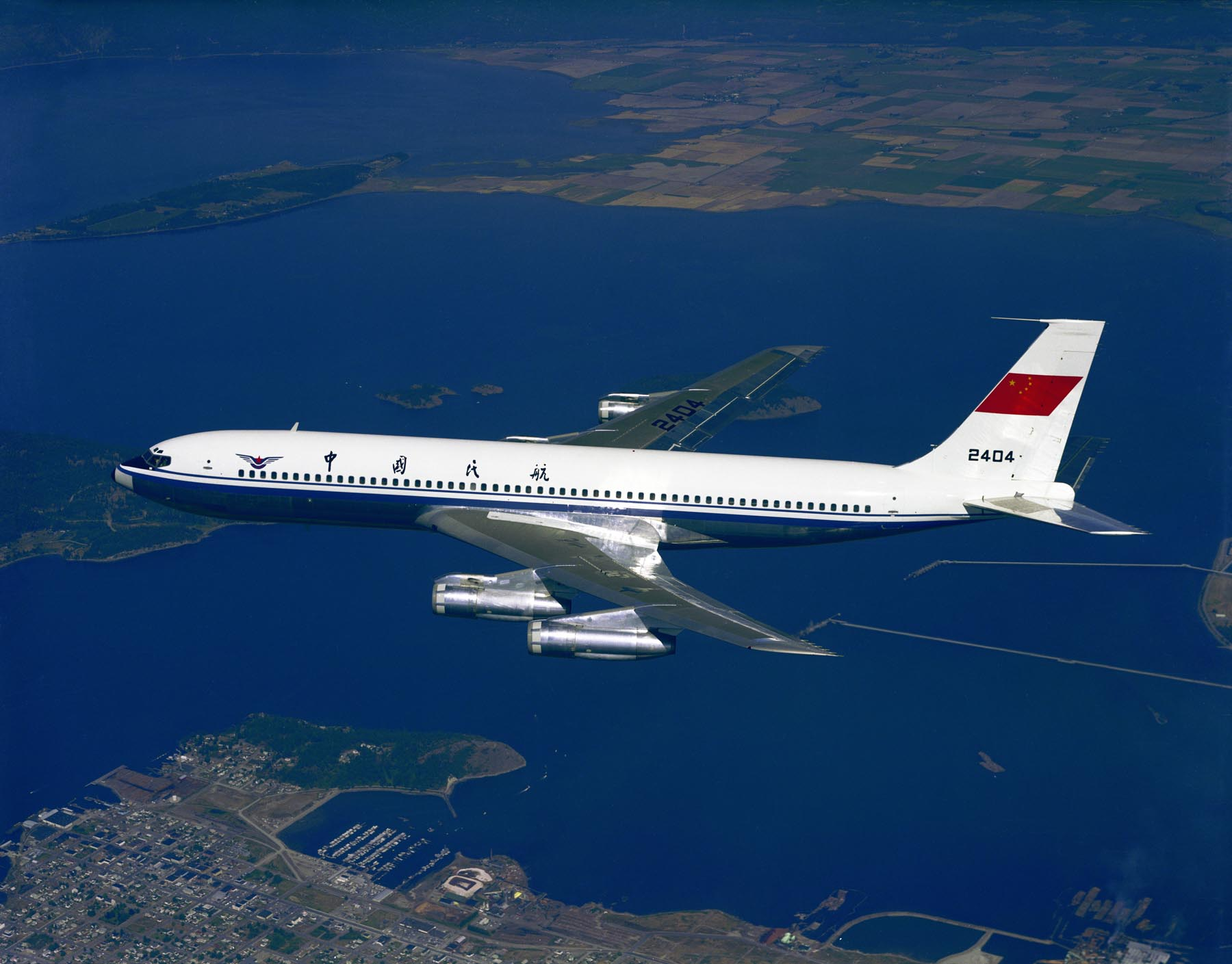
波音707为中国内地引进的首款波音客机。

1980年3月，民航脱离军队建制（除航行管制权仍由总参作战部航行局和空军司令部航行局统一领导），中国民航局恢复为国务院直属机构，实行企业化管理；既是政府行政部门，又以“中国民航（CAAC）”的名义直接经营航空运输。

### 政企分开改革后
1987年1月30日，国务院批准了《关于民航系统管理体制改革方案和实施步骤的报告》，民航业进行了以“航空公司与机场分设”为特征的体制改革，将原“中国民航”拆分出6个独立的航空公司，实行自主经营、自负盈亏、平等竞争；中国民航局不再直接承担客运职责，并下设6个地区管理局。
改革后，中国民航局直属民航运输企业包括：中国国际航空公司、中国南方航空公司、中国东方航空公司、中国西南航空公司、中国西北航空公司、中国北方航空公司、中国新疆航空公司、中国云南航空公司、长城航空公司、中国航空总公司（及所属中航浙江航空公司）。
1993年4月19日，民航局更名为“中国民用航空总局”，属国务院直属机构；当年12月20日起，其行政级别由副部级调整为正部级。
2002年3月，原隶属于民航局管理的航空公司以及服务保障企业正式与其脱钩，成立了六大集团公司；除首都机场、西藏自治区内机场外，其他民用机场均改由地方政府，施行属地化管理。
2008年3月15日，第十一届全国人民代表大会第一次会议通过《第十一届全国人民代表大会第一次会议关于国务院机构改革方案的决定》，批准《国务院机构改革方案》。方案规定：“组建交通运输部。将交通部、中国民用航空总局的职责，建设部的指导城市客运职责，整合划入交通运输部。组建国家民用航空局，由交通运输部管理。国家邮政局改由交通运输部管理。保留铁道部，继续推进改革。不再保留交通部、中国民用航空总局。”
2018年12月，中办、国办印发《行业公安机关管理体制调整工作方案》，按照“警是警、政是政、企是企”的要求，将海关缉私公安、民航公安由双重领导、以行业部门为主调整为双重领导、以公安部为主。
2019年5月20日，中國民用航空局局長馮正霖與歐盟輪值主席國代表羅馬尼亞駐歐盟大使奧多貝斯庫以及歐盟委員會負責移動運輸事務的布爾茨委員在布魯塞爾共同簽署《中歐民用航空安全協定》和《中華人民共和國政府和歐洲聯盟關於航班若干方面的協定》。《中歐民用航空安全協定》（BASA）確立了中國與歐盟在適航和環保審定、飛行運行、空管服務、人員執照與培訓等民航安全領域進行廣泛合作的法律框架，很好地體現了互利共贏的原則。特別是適航和環保審定附件的簽署，給中歐雙方航空產品的適航審定合作創造了條件，為雙方航空產品的交流提供了廣闊途徑，也為雙方工業企業在航空產品設計制造領域開展合作提供了良好環境。該協定的簽署為雙方在航空安全領域開展廣泛合作奠定了堅實的基礎，將進一步促進雙方在政策、技術、人才方面的交流。雙方將在簽署《中歐民用航空安全協定》的基礎上，繼續就適航和環保審定附件的實施細則進行磋商，以更好服務中歐航空產品進出口及工業企業合作，使協議內容全面得到落實。
2020年8月31日，根据国家发展改革委《关于全面推开行业协会商会与行政机关脱钩改革的实施意见》（发改体改〔2019〕1063号），原由中国民航局主管的中国航空器拥有者及驾驶员协会、中国民用航空维修协会、中国民航飞行员协会、中国航空运输协会、中国民用机场协会等5家行业协会与中国民航局分离，依法直接登记、独立运行，剥离行政职能，不再设置业务主管单位。取消对其直接财政拨款，通过政府购买服务等方式支持其发展。
2020年9月3日，中國民用航空局（CAAC）與歐洲航空安全局（EASA）召開視頻會議，簽署《中國民用航空局與歐盟航空安全局關於適航和環保審定的技術實施程序》及其附件《中國民用航空局與歐盟航空安全局民用航空產品運行/維修實施程序》 。這兩份程序是從適航審定和航空器評審合作方面對9月1日已正式生效的《中華人民共和國政府與歐洲聯盟民用航空安全協定》（BASA）及《適航和環保審定》附件的內容細化。為中歐雙方航空安全領域廣泛合作確定了框架，為中歐雙方深化航空安全領域合作奠定了基礎，標誌著中歐航空安全領域合作進入新的階段 。

## 职责
根据《中国民用航空局主要职责内设机构和人员编制规定》，中国民用航空局承担下列职能：
1. 提出民航行业发展战略和中长期规划、与综合运输体系相关的专项规划建议，按规定拟订民航有关规划和年度计划并组织实施和监督检查。起草相关法律法规草案、规章草案、政策和标准，推进民航行业体制改革工作。
2. 承担民航飞行安全和地面安全监管责任。负责民用航空器运营人、航空人员训练机构、民用航空产品及维修单位的审定和监督检查，负责危险品航空运输监管、民用航空器国籍登记和运行评审工作，负责机场飞行程序和运行最低标准监督管理工作，承担民航航空人员资格和民用航空卫生监督管理工作。
3. 负责民航空中交通管理工作。编制民航空域规划，负责民航航路的建设和管理，负责民航通信导航监视、航行情报、航空气象的监督管理。
4. 承担民航空防安全监管责任。负责民航安全保卫的监督管理，承担处置劫机、炸机及其他非法干扰民航事件相关工作，负责民航安全检查、机场公安及消防救援的监督管理。
5. 拟订民用航空器事故及事故征候标准，按规定调查处理民用航空器事故。组织协调民航突发事件应急处置，组织协调重大航空运输和通用航空任务，承担国防动员有关工作。
6. 负责民航机场建设和安全运行的监督管理。负责民用机场的场址、总体规划、工程设计审批和使用许可管理工作，承担民用机场的环境保护、土地使用、净空保护有关管理工作，负责民航专业工程质量的监督管理。
7. 承担航空运输和通用航空市场监管责任。监督检查民航运输服务标准及质量，维护航空消费者权益，负责航空运输和通用航空活动有关许可管理工作。
8. 拟订民航行业价格、收费政策并监督实施，提出民航行业财税等政策建议。按规定权限负责民航建设项目的投资和管理，审核(审批)购租民用航空器的申请。监测民航行业经济效益和运行情况，负责民航行业统计工作。
9. 组织民航重大科技项目开发与应用，推进信息化建设。指导民航行业人力资源开发，科技、教育培训和节能减排工作。
10. 负责民航国际合作与外事工作，维护国家航空权益，开展与港澳台的交流与合作。
11. 管理民航地区行政机构、直属公安机构和空中警察队伍。
12. 承办国务院及交通运输部交办的其他事项。

## 机构设置

民航各地区行政机构驻地与管辖范围

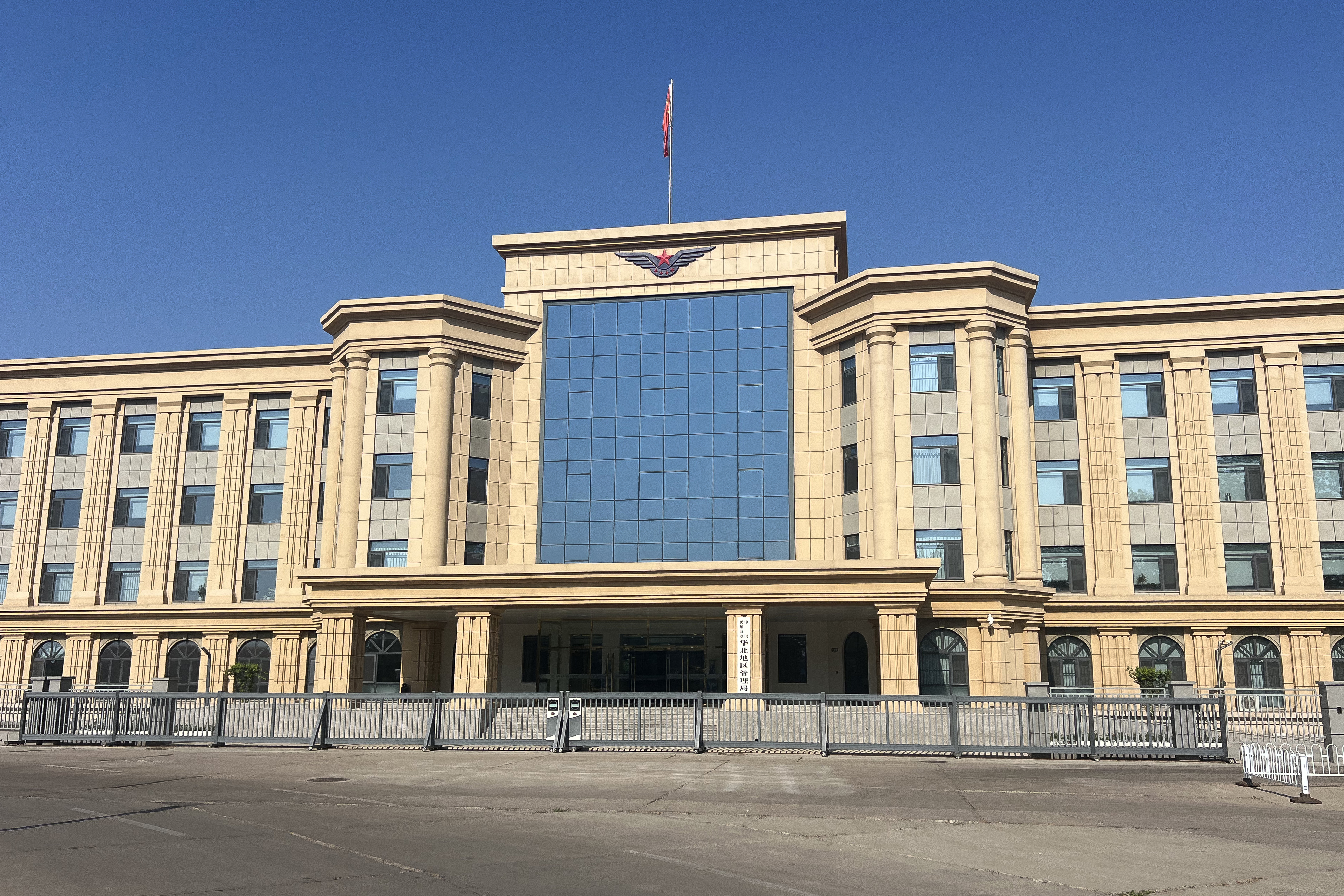
民航华北局机关

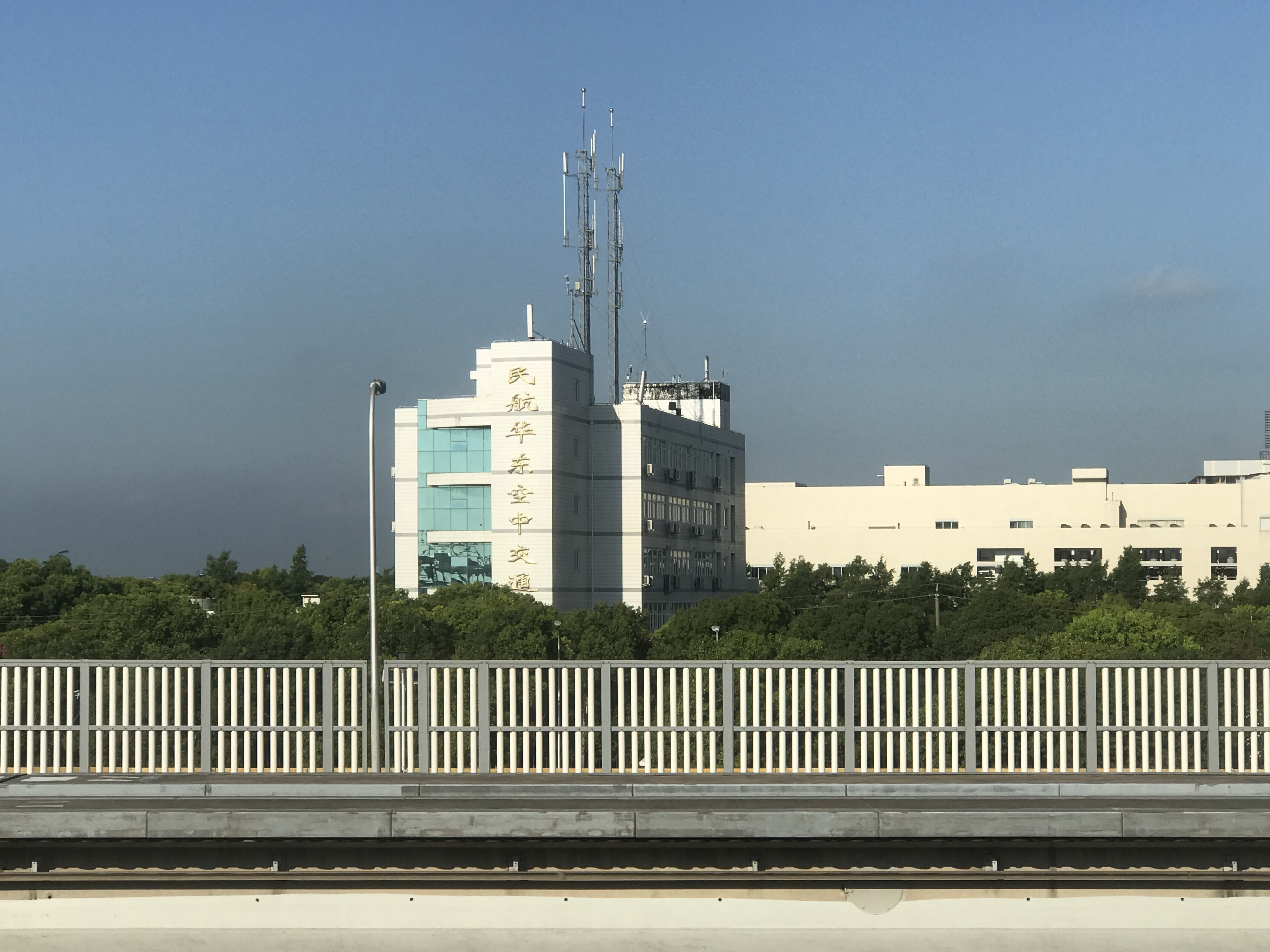
民航华东局机关

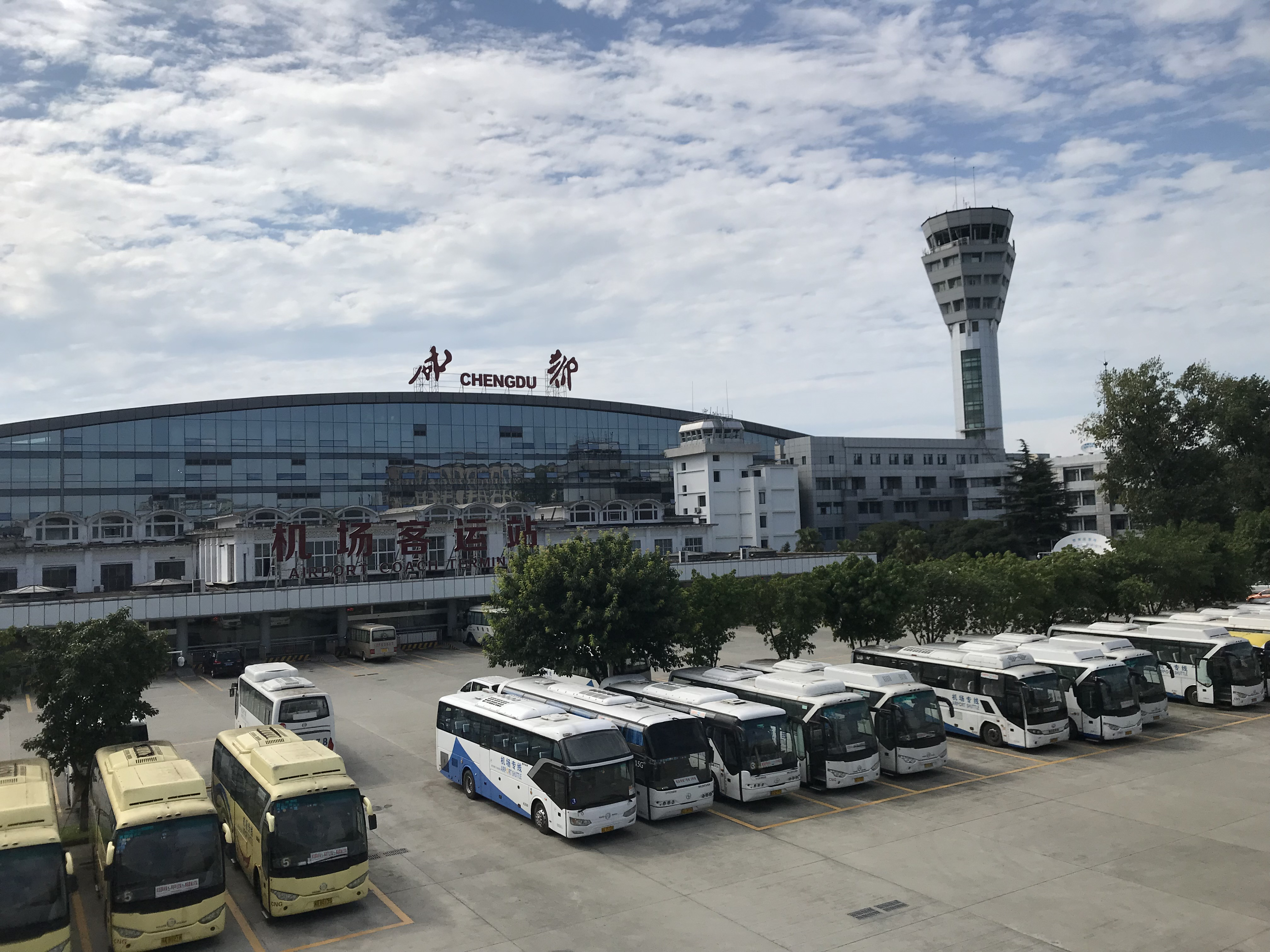
民航西南局机关（右）

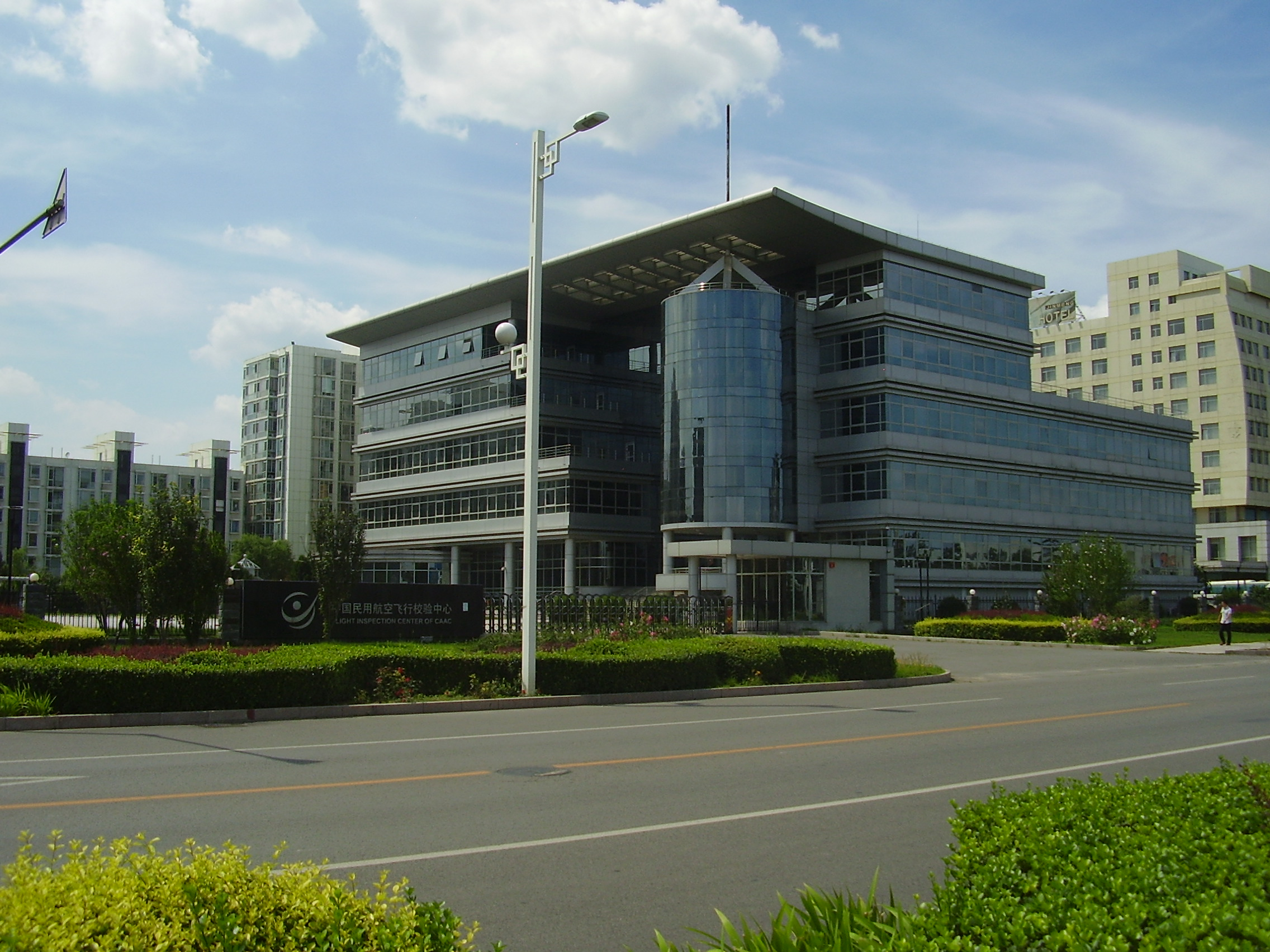
中国民航飞行校验中心

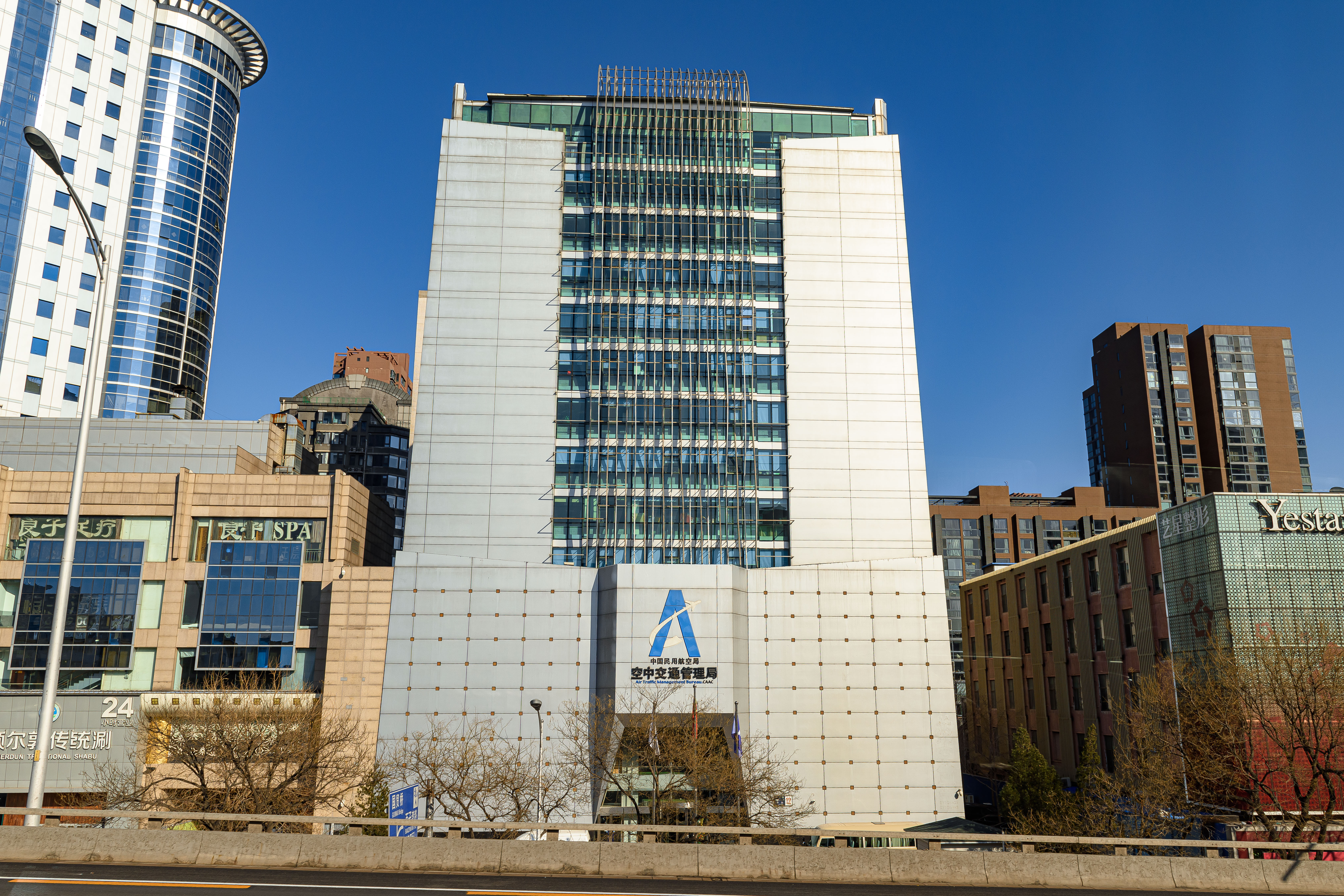
中国民用航空局空中交通管理局

根据《中国民用航空局主要职责内设机构和人员编制规定》、《中国民用航空地区行政机构职能配置、机构设置和人员编制规定》，中国民用航空局内设机构为副司局级，设置下列机构：

### 内设机构
- 综合司
- 发展计划司
- 国际司（港澳台办公室）
- 航空器适航审定司
- 公安局（公安部十五局）（正司局级）[註 1]
- 全国民航工会
- 航空安全办公室
- 运输司
- 飞行标准司
- 机场司
- 空管行业管理办公室
- 财务司
- 人事科教司
- 政策法规司
- 直属机关党委（思想政治工作办公室）
- 离退休干部局

### 派出机构

#### 地区行政机构
- 中国民用航空华北地区管理局（正司局级）
- 中国民用航空东北地区管理局（正司局级）
- 中国民用航空中南地区管理局（正司局级）
- 中国民用航空华东地区管理局（正司局级）
- 中国民用航空西南地区管理局（正司局级）
- 中国民用航空西北地区管理局（正司局级）
- 中国民用航空新疆管理局（正司局级）

#### 驻外机构
- 中华人民共和国常驻国际民航组织理事会代表处

### 直属事业单位
- 中国民用航空局空中交通管理局
- 中国民用航空局机关服务局
- 中国民航科学技术研究院

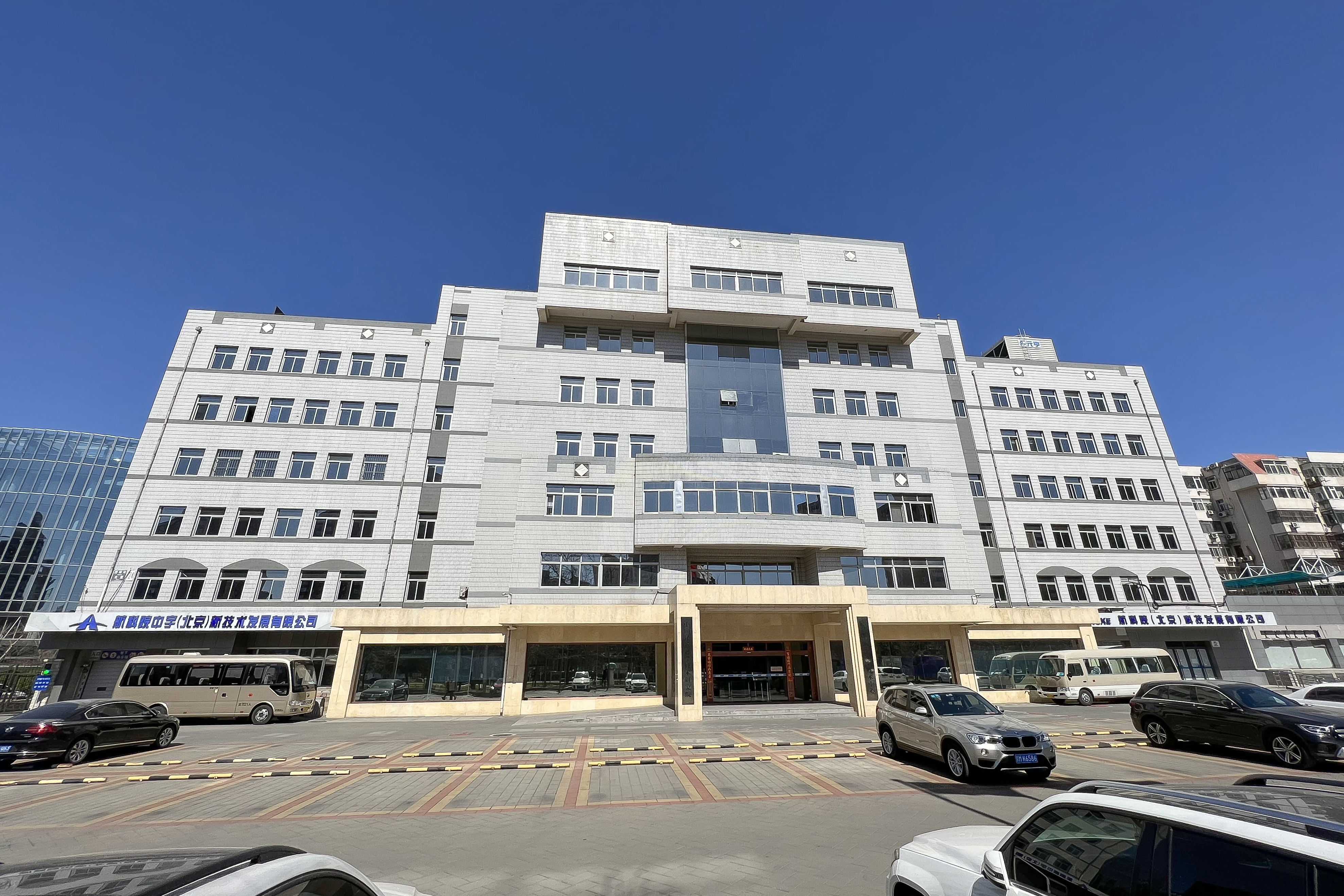
中国民航科学技术研究院

- 中国民用航空局民用航空医学中心（民航总医院、北京大学民航临床医学院）
- 中国民用航空局清算中心
- 民航专业工程质量监督总站
- 中国民用航空局信息中心
- 中国民航局第二研究所
- 中国民用航空局审计中心
- 中国民用航空局国际合作中心
- 中国民用航空局运行监控中心

#### 直属高等学校
- 中国民航大学（正厅级）
- 中国民航飞行学院（正厅级）
- 广州民航职业技术学院
- 上海民航职业技术学院
- 中国民航管理干部学院

### 直属企业单位
- 首都机场集团有限公司（正司局级）
- 中国民航报社有限公司
- 中国民航出版社有限公司

## 历任领导
| 中国人民革命军事委员会民用航空局局长 - 钟赤兵（1949年11月－1952年10月） - 朱辉照（1952年10月－1954年11月） 中国民用航空局局长 - 朱辉照（1954年11月－1955年6月） - 邝任农（1955年6月－1960年11月） 交通部民用航空总局局长 - 邝任农（1960年11月－1962年4月） 中国民用航空总局局长 - 邝任农（1962年4月－1973年6月） - 马仁辉（1973年6月－1975年6月） - 刘存信（1975年6月－1977年12月） - 沈图（1977年12月－1978年3月） 国家民用航空总局局长 - 沈图（1978年3月－1980年3月） 中国民用航空局局长 - 沈图（1980年3月－1985年3月） - 胡逸洲（1985年3月－1991年2月） - 蒋祝平（1991年2月－1993年4月） 中国民用航空总局局长 - 蒋祝平（1993年4月－1993年12月，副部长级） - 陈光毅（1993年12月－1998年6月） - 刘剑锋（1998年5月－2002年5月） - 杨元元（2002年5月－2007年12月） - 李家祥（2007年12月－2008年3月） 中国民用航空局局长 - 李家祥（2008年3月－2016年1月，正部长级） - 冯正霖（2016年1月－2022年7月，正部长级） - 宋志勇（2022年7月－，交通运输部党组成员兼） | 中国民用航空局副局长 …… - 胡振江（2020年5月－） - 韩钧（2023年2月－） - 马兵（2023年9月－） - 梁楠（2024年7月－） 中国民用航空局总飞行师 …… - 熊杰（2024年7月－） 中国民用航空局总工程师 …… - 朱为民（2024年10月－） 中国民用航空局安全总监 …… - 舒明江（2022年1月－2025年5月） |